# Щара
Ща́ра (бел. Шчара) — река в Брестской и Гродненской областях Беларуси, левый приток Немана. Длина — 300 км, площадь бассейна — 6730 км². Средний расход воды — 31 м³/сек.

## Описание
Начинается на Новогрудской возвышенности, вытекает из озера Колдычевское в 15 км к северу от Барановичей. От истока течёт на юг, в среднем течении поворачивает на запад, а затем на северо-запад. Через озеро Выгонощанское соединена с рекой Ясельда (бассейн Днепра) Огинским каналом.
Преобладает снеговое питание. Весеннее половодье начинается в начале марта и длится в среднем 65-80 суток; усложняется неравномерностью снеготаяния и выпадением дождей. Среднее превышение высочайшего уровня над меженным — 1,8 м. Замерзает в конце декабря (наибольшая толщина льда 40-65 см), ледоход в середине марта.
По строению долины, русла и условий протекания Щара делится на 2 участка. От истока до впадения р. Гривда долина трапециевидная (ширина 1,5 км), с крутыми склонами высотой 15-20 м, пойма низкая, заболоченная и кочковатая, пересечена осушительными каналами. Ширина разлива от 200 м до 3 км. От устья Огинского канала пойма изрезана сетью каналов, по которым (и по Огинскому каналу) в весеннее половодье происходит перелив воды из Щары в оз. Выгонощанское.
Русло извилистое, кроме канализированных участков у истока и перед впадением Гривды; его ширина 15-30 м, местами до 60 м. Берега низкие, преимущественно торфянистые. На участке от впадения р. Гривда до устья долина трапециевидная, ее ширина 3-5 км. Склоны крутые, высотой 10-20 м, местами 35-40, в нижнем течении пологие. Пойма заболоченная, ее ширина в начале участка 1,5 — 2,5 км, в средней части 0,5-0,8 км, в нижней 50-300 м.
Нижнее и среднее течение шлюзовано, сооружено водохранилище Миничи.
Притоки:
- правые: Мышанка, Исса, Артычанка, Лохозва;
- левые: Ведьма, Гривда, Луконица, Сипа, Бабочка, Свидровка.

На Щаре расположен город Слоним и множество более мелких населённых пунктов.
Впадает в Неман в 2 км к юго-востоку от д. Дашковцы Мостовского района. Судоходна от агрогородка Бытень (в 155 км от устья) в полноводный период. Ширина в устье около 60 метров.

## Происхождение названия
Лингвист К. Буга сопоставлял название Щара с греч. σκαρος «прыжок», σκαιρω «прыгаю», слав. skorъ «скорый», прусс. гидронимом Skarra, лит. skėrẽ или skėrỹs «сверчок; саранча».
Географ В. Жучкевич считал Щару названием балтийского происхождения. Писатель И. Ласков связывал гидроним с финно-угорским шар «пролив, протока».
Топонимист Р. Овчинникова выводит гидронимы с корнями сар-/тур-/чар-/шур-/щар- (Сервеч, Сергуч, Турья, Туросса, Черес, Черея, Шура, Шурица, Щара, Щарка и др.) из «древнего географического термина», который сравнивает с угорским тур, сор, шор — «озеро», удмуртским шур — «река, ручей», коми сер, шер, шор — «река, ручей, талая вода», венгерским ар, ер — «ручей, река, поток».